# Temeš
Temeš (em húngaro: Divéktemes) é um município da Eslováquia, situado no distrito de Prievidza, na região de Trenčín. Tem 4,27 km² de área e sua população em 2018 foi estimada em 219 habitantes.

## Demografia
| Ano:        | 1994 | 2004    | 2014    | 2024    |
| ----------- | ---- | ------- | ------- | ------- |
| Broj ljudi: | 324  | 289     | 234     | 189     |
| Razlika:    |      | -10,80% | -19,03% | -19,23% |

| Ano:               | 2023 | 2024   |
| ------------------ | ---- | ------ |
| Número de pessoas: | 198  | 189    |
| Diferença:         |      | -4,54% |